# Вулиця страху. Частина третя: 1666
Вулиця страху. Частина третя: 1666 (англ. Fear Street Part Three: 1666) — американський підлітковий слешер 2021 року, знятий режисеркою Лі Джаніак. Заснований на однойменній серії книг Р. Л. Стайна, він є третьою частиною повноцінної трилогії. Прем'єра відбулася 16 липня 2021 року на Netflix.

## Синопсис
Опинившись у 1666 році, Діна дізнається правду про Сару Фір. Тим часом у 1994 році друзі борються за своє життя — і майбутнє Шейдісайду.

## В ролях
| Актор                    | Роль                         |
| ------------------------ | ---------------------------- |
| Кіана Мадейра            | Сара / Діна                  |
| Елізабет Скопель         | Сара Фір                     |
| Ешлі Цукерман            | Соломон / Нік Ґуд            |
| Тед Сазерленд            | Нік Ґуд                      |
| Ґілліан Джейкобс         | Зіґґі / Берман               |
| Седі Сінк                | Констанс / Зіґґі             |
| Олівія Велш              | Ханна Міллер / Сем           |
| Бенжамін Флорес-молодший | Генрі / Джош                 |
| Даррелл Брітт-Гібсон     | Мартін                       |
| Фред Хехінгер            | Ісаак / Саймон               |
| Джулія Ревальд           | Ліззі / Кейт                 |
| Емілі Радд               | Ебіґейл / Сідні              |
| МакКейб Слай             | Томас / Томмі                |
| Джордана Спіро           | Вдова / Мері Лейн            |
| Джордін ДіНаталь         | Рубі Лейн                    |
| Джеремі Форд             | Калеб / Пітер                |
| Рендолл П. Гевенс        | Джордж Фір                   |
| Метью Зук                | Елайджа Ґуд / мер Вілл       |
| Ласі Кемп                | Грейс Міллер / місіс Фрейзер |
| Шарлін Амойя             | Бет Кімбол / Рейчел Томпсон  |
| Марк Ешворт              | Якоб Берман                  |
| Раян Сімпкінс            | Еліс                         |
| Емілі Бробст             | Біллі Баркер                 |

## Український дубляж
- Єлизавета Мастаєва — Діна / Сара
- Андрій Терещук — Генрі / Джош
- Вячеслав Хостікоєв — Соломон / Нік Ґуд / Нік
- Олена Борозенець — Крістін
- Антоніна Якушева — Еліс
- Кристина Вижу — Ханна / Сем
- Катерина Манузіна — Констанс / Зіґґі
- Вікторія Левченко — Ебігейл / Сінді
- Софія Лозіна — Ліззі / Кейт
- А також: Петро Сова, Вячеслав Скорик, Олександр Солодкий, В'ячеслав Дудко, Людмила Петриченко, Володимир Терещук, Аліна Проценко, Олександр Чернов, Сергій Гутько, Ганна Соболєва, Катерина Петрашова, Еліна Сукач, Арсен Шавлюк, Євгеній Сардаров

Фільм дубльовано студією «Postmodern» на замовлення компанії «Netflix» у 2021 році.
- Режисер дубляжу — Людмила Петриченко
- Перекладач — Олексій Зражевський
- Звукооператор — Генадій Алексєєв
- Спеціаліст зі зведення звуку — Віталій Ящук
- Менеджер проєкту — Валерія Валковська

## Сприйняття
Фільм отримав позитивні відгуки від кінокритиків. На вебсайті Rotten Tomatoes стрічка має рейтинг 89 % за підсумком 94 рецензій, а її середній бал становить 7.2/10. На Metacritic стрічка отримала 68 балів зі 100 на підставі 15 рецензій.